# SoftBank 101SI
SoftBank 101SI (そふとばんく いちまるいちえすあい)は、 セイコーインスツル製のモバイルWi-Fiルーターで、ソフトバンクモバイルによる、DC-HSDPAサービスであるULTRA SPEEDとWireless City PlanningのMVNOとして提供する第3.9世代移動通信システム、AXGP通信サービスのデュアルモード通信」（SoftBank 4G）に対応したモバイルWiFiルータ端末である。

## 概要
SoftBank 4Gのデータ端末としては初号機にあたる。

## 歴史
- 2012年2月24日 - 発売開始